# Contea di Johnston (Oklahoma)
La contea di Johnston (in inglese Johnston County) è una contea dello Stato dell'Oklahoma, negli Stati Uniti. La popolazione al censimento del 2000 era di 10 513 abitanti. Il capoluogo di contea è Tishomingo.